# Radoskő
Radoskő (szlovákul: Hradisko) Ternye község része, egykor önálló falu Szlovákiában, az Eperjesi kerület Eperjesi járásában.

## Fekvése
Eperjestől 18 km-re északra, Ternye központjától 4 km-re északra fekszik.

## Története
A régészeti leletek tanúsága szerint területén már a 10. században település állt. Szlovák neve arra enged következtetni, hogy a korai szláv időszakban kisebb vár is állt itt.
A mai település valószínűleg a 14. század második felében keletkezett, első említése 1427-ből, az adóösszeírásból származik, amikor háztartásai 4 portával adóztak. A falu a sárosi váruradalomhoz tartozott. A 16. században vlach és ruszin pásztorokkal telepítették be. 1543-ban, 1567-ben és 1588-ban 4, illetve 3 és fél portával adózott. 1600-ban a soltész házán kívül 20 háza volt.
A 18. század végén Vályi András így ír róla: „HRADISZKA. Tót falu Sáros Várm. földes Ura G. Aspermont Uraság, lakosai ó hitűek, fekszik a’ Zombori járásban, határjának egy része soványas, réttye jó, és tágas, legelője, és fája mind a’ két féle van.”
Fényes Elek 1851-ben kiadott geográfiai szótárában így ír a faluról: „Hradiszkó, orosz falu, Sáros vmegyében, Ternyéhez egy órányira: 47 romai, 384 görög kath., 14 zsidó lak. Gör. paroch. templom. Sok rét és erdő. F. u. többen. Ut. p. Eperjes.”
1910-ben 287, túlnyomórészt szlovák lakosa volt. 1920 előtt Sáros vármegye Kisszebeni járásához tartozott.

## Lásd még
- Ternye
- Balpataka